# Neuengamme
Neuengamme, Hamburg-Neuengamme — dzielnica miasta Hamburg w Niemczech, w okręgu administracyjnym Bergedorf. W okresie II wojny światowej siedziba niemieckiego obozu koncentracyjnego Neuengamme (KL).
1 kwietnia 1938 na mocy ustawy o Wielkim Hamburgu włączony w granice miasta.